# 채봉감별곡
《채봉감별곡》(彩鳳感別曲)은 조선이 일제의 식민지로 병합되던 혼란했던 시기의 애정소설이다. 여성 주인공인 채봉이 갖은 어려움을 극복하고 사랑을 이룬다는 내용은 이전 시기의 작품들과 유사하다. 그러나 주인공이 돈을 마련하기 위해서 몸을 팔아 기생이 된다거나, 매관매직이 성행하던 세태, 하릴없이 기생집에 모여 앉아 세월을 보내는 한량들의 모습 등을 통해서 당대의 혼란상을 읽어볼 수 있다. 또한 근대소설이 태동하던 시기의 새로운 미의식을 엿볼 수 있다.

## 주제 및 성격
《채봉감별곡》은 1910년대 초 활자본으로 처음 출간된 뒤 1950년대까지 다양한 이본으로 생산·수용되며 당대 출판·문화계에 큰 반향을 일으킨 애정소설이다. 장필성과 약혼한 채봉이 아버지 김 진사 때문에 허 판서의 첩이 될 위기를 맞자 도망해 기생이 되는 등 우여곡절을 겪지만 결국 사랑을 이룬다는 내용이다. 이 소설은 남녀 주인공이 부패한 권력층과 허욕에 찬 인간 군상들에 맞서다 결국 진실한 사랑을 이루게 된다는 식의 통속적 요소들이 짜임새 있게 결합되어 대중의 흥미를 끈다. 한편, 신분 이동을 마다하지 않고 애정을 성취해 나가는 여성의 주체성, 남용되는 가부장 권위(봉건적 세계관)에 대한 도전, 조선 말기 부패한 관료들에 대한 비판과 민중의 저항 의식 등 당대(근대 전환기)의 시대정신이 담겨 있다.

## 특성
이 소설은 1910년대 근대 전환기 자본주의적 시대상을 서사 구조 측면에서부터 잘 드러내고 있다. 종전의 고소설에서의 유형적 인물 간의 대립은 약화되고, 사건의 전개 과정에서 인물과 환경의 대립·분열 관계가 두드러지게 나타난다. 이는 인물이 새로운 삶을 향해 나아가려는 ‘미래지향적 전망’에 따라 현실적 환경과 맞서며 그 모순을 해소하는 역동적인 플롯을 만든 데서 비롯된 것이다. 언어 형식 면에서도 이 소설은 이전 소설과 크게 달라진 점을 보인다. 가령, 서술자가 일부 이야기를 현재화해 서술하여 이야기 시간을 역전시키거나 서술 시간의 완급을 자유로이 조절하고 있고, 장면 확대 및 서술 대상의 시각화까지 가능하게 되었다. 또, 독백이나 시가의 삽입 등을 통해 인물 내면 심리로의 접근이 가능한 서술 기법을 만들었으며, 일부에서는 인물 시점의 서술이 두드러져 보이기도 한다. 이런 변화들로 말미암아 소설의 이야기가 비교적 사실적이며 역동적으로 독자에게 전달된다. 이와 같은 소설의 서사 구조 및 언어적 형식의 특성들은 우리 근대소설에서 본격적으로 구체화되고 섬세하게 다듬어지는 것들인데, 이로써 이 작품의 미적 근대성을 확인할 수 있다.

## 소설사적 의의
《채봉감별곡》은 여성 인물의 주체성 발현을 통해 애정 장애 및 문제를 해결해 가는 우리 애정소설의 오랜 전통을 잘 잇고 있다. 나아가 새로운 시대와 변화된 세계관이 투영되어 당대의 삶을 사실적으로 그려낸 애정소설로서, 작가의 역량을 유감없이 발휘한 서사 작품이다. 한국 애정소설의 저변에는 변치 않고 동일하게 흐르는 서사적 전통이 있는데, 그것은 바로 여성 인물의 ‘주체성 발현의 전통’이다. 우리 애정소설에서는 애정 장애를 극복하기 위해 주체로서 몸부림치는 여주인공의 모습이 오랫동안 형상화되어 왔다. 《채봉감별곡》은 그런 애정소설의 전통을 이어 발전시킨 작품이다. 특히, 환경과 대면해 주체성을 발현하는 현실적 인물을 이전의 어느 소설보다도 더 구체적으로 형상화해 냄으로써 애정소설의 서사적 발전 양상을 뚜렷이 보여준다. 사실 우리 고소설사에서 애정소설이 차지하는 위치는 양적 측면에서뿐만 아니라 질적 측면에서도 중요한 가치가 있다. 한 시대를 살아가는 사람들의 삶의 모습과 생각을 읽고, 그들이 즐기며 꿈꾼 것들을 이해하는 데 더할 나위 없이 충실한 역할을 담당해 온 장르가 바로 애정소설이기 때문이다. 이런 애정소설로서의 《채봉감별곡》은 부정적 현실과 대면하며 적극적으로 주체성을 발현하는 여성 인물을 역동적으로 그림으로써, 우리 애정소설의 전통을 창조적으로 발전시킨 작품으로 자리하게 되었다. 이처럼 이 작품은 전대의 서사적 전통을 이으면서도 문학적 근대성을 획득한 데에 커다란 소설사적 의의가 있다. 한편, 이 작품은 가사가 삽입된 동시대 애정류 고소설이라 할 수 있는 《청년회심곡(靑年悔心曲)》, 《부용상사곡(芙蓉相思曲)》 등과 비교해 볼 때, 내용의 근대성 측면에서 우위에 있다. 주체적 인물 형상이라든가 사실적 환경 설정 등을 통해 근대적 애정관 및 현실 인식 등을 더 잘 반영했기 때문이다. 또한, 서사적 기원을 달리하지만 조선조 애정소설의 전통을 이은 몇몇 신소설 및 최초의 근대소설이라 일컫는 《무정(無情)》(이광수) 등과 비교해도 그에 필적할 만한 미적 근대성을 확보했다. 특히 그것이 전적으로 우리의 자생적이고 현실적인 토대에서 발아된 점은 간과할 수 없는 의의다. 즉 고소설 《채봉감별곡》은 동시대의 신소설 및 근대소설 등과 공존 경쟁 관계에 있으면서 그 나름의 근대성을 지향함으로써 당대 전통문학의 주체적인 자기 갱신의 모습을 잘 드러냈다. 따라서 이 작품은 우리 소설 양식의 세대교체를 자연스럽게 이끌며 근대소설이 발아할 통로를 여는 데 일조한, 고소설에서 근대소설로 이행하는 소설 장르 변화의 가교 역할을 충실히 감당한 작품으로 평가할 수 있다.